# 이스메트 이뇌뉘
무스타파 이스메트 이뇌뉘(튀르키예어: Mustafa İsmet İnönü, 1884년 9월 24일~1973년 12월 25일)는 튀르키예의 장군이자 정치가로, 총리직과 대통령직을 역임하였다. 1938년, 공화인민당에서는 그에게 '국가 지도자'(튀르키예어: Milli Şef 밀리 셰프[*])라는 칭호를 부여하였다.

## 가족사와 유년 시절
이스메트 이뇌뉘는 스미르나 (현 이즈미르)에서 태어났으며, 그의 가족은 터키 혼혈로 원래 말라티아 출신이었다. 그의 아버지는 귀족 출신으로 말라트야의 검사 관리였던 하즈 레시드 베이(Hacı Reşid Bey)였으며, 어머니는 러시아-투르크 전쟁 당시 불가리아에서 온 피난민의 딸이었다. 아버지의 벼슬 때문에 이들 가족은 도시를 옮겨 다녀야 했다. 그래서 이스메트 이뇌뉘는 시와스에서 초등 학교를 졸업하였다.
그는 인생의 절반 이상을 '이스메트 파샤'로 알려져 있었다. 케말 아타튀르크 대통령이 모든 터키 국민이 성을 가져야 한다는 법령을 공포하면서 1930년대 말에 이스메트는 자신의 이름을 바꾸었다. 그는 자신의 성으로 '이뇌뉘'를 선택하였는데, 이것은 중부 아나톨리아의 도시 이름으로 이곳에서 그는 터키 군대를 지휘하여 제1차 이뇌뉘 전투와 제2차 이뇌뉘 전투(터키 독립 전쟁에서 중요한 역할을 차지한 승리였다.)에서 생애 최대의 승리를 거둔 바 있었다.
아들 에르달 이뇌뉘는 비그너 메달을 수상한 수리 물리학자로 터키 부총리를 역임하였고, 사회 민주당과 사회 민주 대중당의 당수를 지냈으며, 사회 민주 인민당의 명예 당수이기도 하였다.

## 초기 군 경력
이뇌뉘는 1903년 사관 학교에서 포병 장교로 졸업하여, 오스만 제국 군대에서 첫 임무를 맡았다. 그는 진보 통합 위원회에 가입하였다. 이뇌뉘는 오스만 제국에 대항한 두 차례 주요 반란을 진압하는 작전에서 첫 승리를 거두었는데, 처음에는 루멜리아에서, 나중에는 예멘에서 일어난 이 반란의 지도자는 야흐야 무함마드 하미드 앗딘이었다. 그는 발칸 전쟁 당시 오스만-불가리아 전선에서 복무하였다. 제1차 세계 대전 때는 대령으로 복무하였으며, 무스타파 케말 파샤의 지휘를 받으며 캅카스와 팔레스티나 전선에서 싸웠다.

## 독립 전쟁
제1차 세계 대전 말에 에드먼드 앨런비 장군과 싸운 메깃도 전투에서 패배한 뒤, 이뇌뉘는 아나톨리아로 가 터키 민족 운동에 합류하였으며, 터키 서부군 지휘관으로 임명되었는데, 터키 독립 전쟁 내내 이 직함을 달고 싸웠다. 그는 1921년 봄에 서부 아나톨리아에서 그리스 군대를 물리친 이뇌뉘 전투에서 승리하여 준장으로 승진한다. 독립 전쟁 당시 그는 앙카라의 터키 대국민의회 의원이기도 하였다.
1921년 7월에 그리스 군대에 대패하여 아피온카라히사르, 퀴타히아, 에스키셰히르를 잃자, 이뇌뉘의 뒤를 이어 당시 총리이자 국방 장관이던 페브지 파샤가 터키군 참모총장이 되었다. 이후 이뇌뉘는 독립 전쟁 말기에 전투에서 참모로 참전하였으며, 로잔 조약 당시 터키 대표단의 최고 협상관으로 이명되었다.
협상장에서 그는 상대측에 별 양보도 하지 않고서 고집스럽게 터키의 요구를 주장한 것으로 유명해졌는데, 그로 말미암아 평화 회담은 예상보다 더 길어졌다. 부분적으로 청력을 잃었던 이뇌뉘는 영국 외무 장관 조지 커즌 경이 국가 조약을 인정하라는 터키의 요구에 반대하며 장광설을 늘어놓으면 보청기를 꺼버렸으며, 그 다음에는 영국 외무 장관이 얘기하지 않았다는 듯 터키의 입장을 다시 이야기하였다.

## 정치 경력
나중에 이스메트 이뇌뉘는 수 차례 터키의 총리직을 역임하였는데, 아타튀르크가 이룬 체제를 유지하였다. 그는 셰이크 사이드의 반란이나 이즈미르에서 일어난 아타튀르크 암살 기도 등 위기 상황이 벌어질 때마다 국내 안정을 위해 나섰다. 경제면에서 그는 국가의 간섭이 심한 정책을 폈는데, 특히 1929년 경제 위기 이후에는 소비에트 연방의 '5개년 계획'에 영향을 받은 경제 계획을 시행하였다. 그는 상당한 사유 재산을 정부의 통제 하에 두었다.

## 대통령 재임 기간

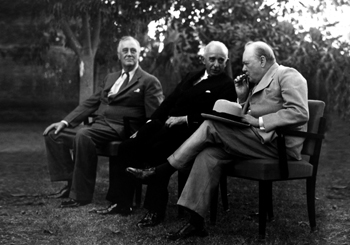
제2차 카이로 회담에서 루스벨트와 처칠과 회담하는 이뇌뉘

아타튀르크가 죽자, 이뇌뉘는 그의 뒤를 이을 적임자로 여겨졌으며, 터키 공화국의 두 번째 대통령으로 선출되었고, '국가 지도자'라는 공식 칭호를 얻었다.
그의 임기 1년째에 제2차 세계 대전이 터지자, 연합국과 추축국은 각자 터키를 자기 편에 끌어들이고자 이뇌뉘를 압박하였다. 독일은 프란츠 폰 파펜을 앙카라에 보냈으며, 한편 윈스턴 처칠은 1943년 1월 30일에 비밀리에 아다나 인근 철도 차량에서 이뇌뉘와 만났다.
1943년 12월 4~6일에 이뇌뉘는 제2차 카이로 회담에서 프랭클린 D. 루즈벨트와 윈스턴 처칠과 만났다. 1941년까지 루즈벨트와 처칠은 터키가 계속 중립을 지켜서 추축국이 중동의 전략적인 석유 매장지에 진출하지 못하도록 막는 것이 연합국에게 유리하다고 생각하였다. 그러나 1942년 말까지 전쟁 초에 추축국이 우세를 보이면서, 루즈벨트와 처칠은 터키가 연합국측으로 참전해야겠다고 판단하게 된다. 전쟁 당시 터키는 상당한 규모의 육군과 공군을 보유하고 있었으며, 처칠은 터키가 발칸 지역으로 진출해 새로운 전선을 형성해주길 원했다. 그러나 루즈벨트는 터키의 참전이 위험하며, 만일 터키가 섣불리 발칸을 공격하다 패배할 경우 연합군의 재앙이 되리라고 생각하였다.
이뇌뉘는 터키가 1908년부터 1922년까지 끊임없이 전쟁을 치르면서 얼마나 사정이 어려운지 잘 알고 있었으며, 되도록 오랫동안 참전을 피하는 것이 상책이라고 확신하였다. 신생 터키 공화국은 이전 전쟁의 여파로 아직도 재건 상태였으며, 참전할 만한 현대식 무기나 기반 시설이 없었다. 종전 후 이뇌뉘는 또 터키에 재정 및 군사 원조를 원하였으며, 소비에트 연방이 터키 해협을 침공하면 미국과 영국이 터키 편에 설 것을 보장받아야 했다. 터키는 소련의 침공 위협을 우려하였으며, 스탈린이 대놓고 터키 해협을 장악할 뜻을 비치면서 터키는 외교 중립 원칙을 포기하고 1952년에 북대서양 조약 기구에 가입하였다.

### 다당제 시기
국제 사회가 터키의 민주화를 요구하며 압박하는 가운데, 이뇌뉘는 악명 높은 1946년 선거를 관장하였는데, 이 선거에서 투표는 감시자(이들은 비밀 경찰이었을 것이다.)들이 보는 가운데 이루어져, 이뇌뉘의 유일한 정당 관리들만 밀실에서 투표자가 어느 정당에 투표하는지 기록할 수 있었다. 1950년에 이뇌뉘의 정당은 터키 역사상 첫 자유 선거에서 패배하였으며, 이뇌뉘는 젤랄 바야르와 아드난 멘데레스의 민주당에 평화적으로 정권을 이양하였다. 이뇌뉘는 10년간 야당 당수를 지내다가, 1960년에 그가 공모한 것으로 알려진 군사 정변이 일어나고 이듬해 1961년 선거에서 국무 총리로 재집권하였다. 1961년 선거에서 야당 인사들은 투옥되었으나, 그는 과반 표를 얻지 못하여 1965년까지 연립 정권을 구성해야 했다. 그는 1965년과 1969년 총선에서 쉴레이만 데미렐에 패배하였으며, 1972년에 당수 선거에서도 뷜렌드 에제비트에 졌다.
1973년 이뇌뉘는 세상을 떠났다. 그의 유해는 앙카라의 아느트카비르에 있는 아타튀르크 영묘 반대편에 매장되었다.